# Schloss Tabor
Schloss Tabor är ett slott i Österrike.   Det ligger i distriktet Jennersdorf och förbundslandet Burgenland, i den östra delen av landet, 150 km söder om huvudstaden Wien. Schloss Tabor ligger 331 meter över havet.
Terrängen runt Schloss Tabor är platt åt nordost, men åt sydväst är den kuperad. Närmaste större samhälle är Fehring, 6,3 km norr om Schloss Tabor. 
I omgivningarna runt Schloss Tabor växer i huvudsak blandskog. Runt Schloss Tabor är det ganska tätbefolkat, med 78 invånare per kvadratkilometer.